# Kis sirály
A kis sirály (Hydrocoloeus minutus) a madarak (Aves) osztályába a lilealakúak (Charadriiformes) rendjébe, ezen belül a sirályfélék (Laridae) családjába tartozó Hydrocoloeus nem egyetlen faja.
A régebbi rendszerbesorolások a Larus nembe sorolják Larus minutus néven.

## Előfordulása
Európa és Ázsia északi területein fészkel. Rövidtávú vonuló, inkább csak kóborol.

## Megjelenése
Testhossza 25–27 centiméter, szárnyfesztávolsága 75–80 centiméter, testtömege pedig 85–150 gramm. Az idősebbek feje fekete.
|  |  |

## Életmódja
Vízirovarokkal, csigákkal, apró halakkal táplálkozik.

## Szaporodása

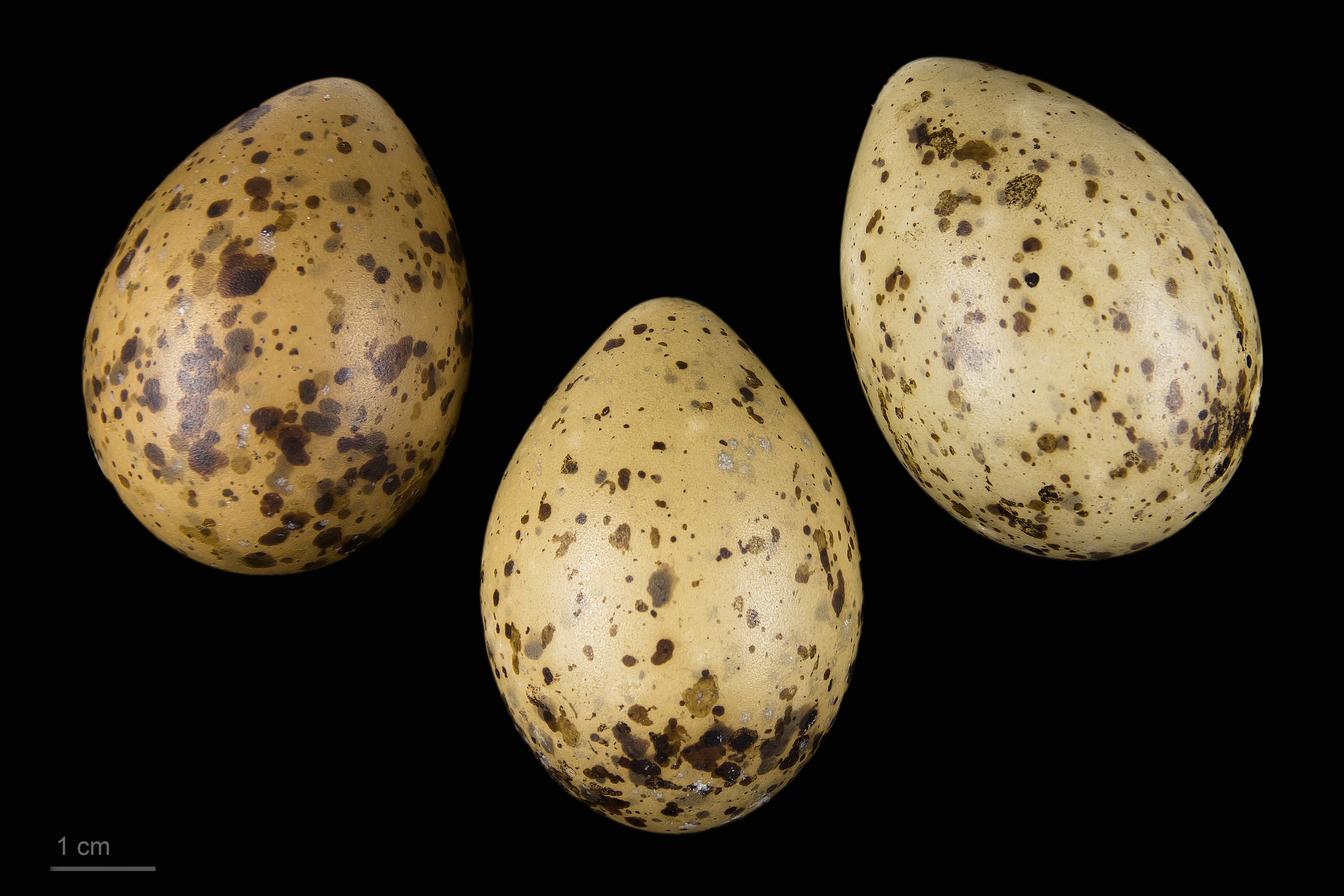
Hydrocoloeus minutus

Édesvízi tavaknál, uszadékokon, vagy a talajon vegyes telepeken fészkel. Fészekalja 3 tojásból áll, melyeken 23-28 napig kotlik. A fiatal madarak 24 napos korukban repülnek ki.

## Kárpát-medencei előfordulása
Magyarországon rendszeres vendég, de átnyaraló, áttelelő, sőt kis számban költő faj is.

## Védettsége
A Természetvédelmi Világszövetség listáján nem fenyegetett, Európában sebezhető fajként tartják nyilván, Magyarországon védett, természetvédelmi értéke 25 000 Ft.